# أسماء محجان
أسماء محجان هي ممثلة وعارضة أزياء جزائرية، بدأت مسيرتها كممثلة تلفزيونية في عام 2018 من خلال مسلسل النار الباردة. شاركت أيضًا في عدة مسلسلات أخرى، ومن أبرزها الجريح وعندما تجرحنا الأيام و دار لفشوش.

## أعمالها

### المسلسلات
| السنة | الشخصية            | اسم المسلسل         | نوع المسلسل |
| ----- | ------------------ | ------------------- | ----------- |
| 2018  | اسماء              | النار الباردة       | دراما       |
| 2019  | ليلى               | الجريح              | دراما       |
| 2021  | ياسمين             | بوقاطو              | كوميدي      |
| 2021  | امال               | النفق               | دراما       |
| 2022  | وفاء               | عندما تجرحنا الايام | دراما       |
| 2022  | سوسو               | دوار السوس          | كوميدي      |
| 2023  | نرجس               | دار الفشوش          | كوميدي      |
| 2024  | نرجس               | دار الفشوش          | كوميدي      |
| 2025  | بنات المحروسة      | مريم                | درامي       |
| 2025  | الحصلة العائلة 007 |                     | كوميدي      |